# Saleh Habimana
Saleh Habimana ist ein islamischer Rechtsgelehrter und Diplomat.
2001 wurde Habimana für eine erste fünfjährige Amtszeit zum Mufti von Ruanda gewählt und später um eine weitere bis 2011. Sein Nachfolger wurde Abdul Karim Gahutu. 2017 wurde Habimana Botschafter Ruandas in Tunesien. Er war zudem Botschafter in Ägypten, Algerien und Libyen, mit Sitz in Kairo. 2019 wurde er der erste Botschafter Ruandas in Marokko, nachdem beide Länder 2017 diplomatische Beziehungen aufgenommen hatten.
Habimana ist verheiratet und hat zwei Kinder.